# Оредеж-Яровое
«Оредеж-Яровое» — предлагаемый к организации региональный комплексный заказник. Должен располагаться в Гатчинском районе Ленинградской области, к югу от деревни Большие Слудицы. Площадь заказника составит 14 900 га.

## История
В 1980-х годах от различных научно-исследовательских и природоохранных организаций поступили дополнительные предложения о создании новых ООПТ в Ленинградской области. Силами БиНИИ СПбГУ по заданию Ленкомэкологии в 1991—1992 годах. были выполнены работы по натурному обследованию этих территорий и подготовке обоснований для организации ООПТ на части из них. На основе результатов этой работы 35 участков местности были рекомендованы для организации ООПТ. В чисто таких территорий вошёл проект заказника «Оредеж-Яровое».

## Физико-географическое описание
Река Оредеж в своём среднем течении образует долину шириной от 1000 до 1300 метров. Русло реки здесь варьируется от 15 до 25 метров. Вдоль русла расположены большое число стариц и мелких водоёмов. Сезонные колебания уровня воды достигают 1,5-2 м, часть поймы затапливается во время половодья. Первая пойменная терраса занята заливными лугами. Густой высокий травостой создает подходящие условия для обитания пастушковых птиц: погоныша, коростеля, лысухи, разных видов камышевок, чеканов, жёлтых трясогузок. Здесь также гнездуются мышовый лунь и болотная сова.
Коренной берег приподнят над поймой на 25—35 м. Склоны правого берега достаточно крутые и прорезаны оврагами. Леса по берегам Оредежа представлены ельниками с примесью широколиственных пород, а также березово-осиновыми лесами. Здесь много рябины, жимолости, смородины альпийской, калины, волчеягодника обыкновенного, черемухи. В травяном покрове распространены печеночница, копытень, медуница, вороний глаз, воронец колосистый, чина весенняя. В разнотравье преобладают звездчатка ланцетолистная, зеленчук, кислица, папоротники, василистник водосборолистный.
В фауне характерно разнообразие хищных птиц (осоед, канюк обыкновенный, ястребы перепелятник и тетеревятник, чеглок, дербник). В заказнике также гнездился большой подорлик. На территории представлен полный набор тетеревиных, сов, голубей, дятлов. Из млекопитающих встречаются: медведь, рысь, лесная куница, летяга. Высока численность кабана. В реке обычна ручьевая форель.